# Bernhard Buchbinder
Bernhard Ludwig Buchbinder (né le 7 juillet ou 20 septembre 1849 à Budapest, mort le 24 juin 1922 à Vienne) est un écrivain autrichien. Il est connu pour le livret de l'opérette Die Försterchristl.

## Biographie
Buchbinder est d'abord acteur avant d'écrire dans le journal hebdomadaire littéraire et humoristique Das kleine Journal. Il s'installe à Vienne en 1887 et est feuilletoniste, notamment pour le Neues Wiener Journal (de). En plus des journaux, il écrit des romans, des pièces de théâtre et surtout des livrets d'opérettes.

## Œuvre
- Der Satan vom Neugebäude. Roman (1884)
- Der Sänger von Palermo. Opérette en 3 actes (1888)
- Die Teufelsglocke. Opérette en 3 actes (1891)
- Eine Wiener Theaterprinzessin. Roman (1894)
- Fräulein Hexe. Opérette en 3 actes (avec Alfred Maria Willner)
- Die Flüchtlinge. Opéra comique en 3 actes
- Die Küchen Comtesse. Farce avec chansons en 3 actes
- Die Dame vom Zirkus. Opérette
- Der Kibitz. Farce avec chansons en 3 actes
- Der Schmetterling. Opérette en 3 actes (avec Alfred Maria Willner), 1896
- Die Göttin der Vernunft. Opérette (avec Alfred Maria Willner), 1897
- Leute von Heute. Farce avec chansons en 3 actes (1899) (Musique de Josef Hellmesberger II)
- Er und seine Schwester. Farce avec chansons (1902) (Musique de Rudolf Raimann)
- Der Musikant und sein Weib. Pièce avec chansons en 4 actes (1903)
- Das Wäschermädel. Opérette (1905)
- Der Schusterbub. Farce avec chansons en 4 actes (1906)
- Die Försterchristl. Opérette en 3 actes (1907)
- Paula macht alles. Opérette bouffe en 4 actes (1909)
- Das Musikantenmädel. Opérette en 3 actes (1910)
- Das neue Mädchen. Vaudeville en 3 actes (1911)
- Die Frau Gretl. Farce avec chansons en 3 actes (1911)
- Die Marie-Gustl. Opérette (1912)
- Die Wundermühle. Farce en 3 actes (1914)
- Graf Habenichts. Opérette en 3 actes (vers 1917)
- Jungfer Sonnenschein. Opérette (1918)
- Zum goldenen Segen. Pièce avec chansons en 3 actes (1921)